# Kukułka (Kalisz)
Pour les articles homonymes, voir Kukułka.
Kukułka est une localité polonaise de la gmina de Mycielin, située dans le powiat de Kalisz en voïvodie de Grande-Pologne.